# Leo Vaniš (1979)
Leo Vaniš (* 12. května 1979, Praha) je český výtvarník a výtvarný pedagog.

## Život
Po ukončení prachatického gymnázia vystudoval češtinu – ruštinu na pedagogické, a filologii – pedagogiku na filozofické fakultě na Univerzitě Karlově v Praze, kde také v roce 2017 absolvoval interní doktorandské studium pod supervizí prof. Stanislava Štecha, ministra školství.
Vaniš publikoval psychologický román Nahá duše (2008), bajky s názvem Spůrky (2009) a soubor pohádek Osoudky (2011), vše s vlastními ilustracemi.
Ilustroval některé knihy (edice Mokré knihy) a učebnice (pracovní sešit pro školy) a samostatně vystavoval v českých i zahraničních galeriích (2008: Klementinum, Galerie PRE, 2006: Nitrianská galeria, 2005: Agrární komora ČR, Galerie Auritus, Ministerstvo zemědělství ČR, Muzeum Brandýs nad Labem, Muzeum Čelákovice, Dům kultury Mladá Boleslav, Kolonáda Janské Lázně, 2015: Galerie Výskumneho ústavu živočíšnej výroby Slovenskej akadémie vied apod.) Vanišova díla jsou zastoupena v několika státních institucích a pravidelně se objevují v aukčních a výstavních síních (AAA Praha, Galerie Peithner-Lichtenfels-Čubrda Praha – Michalská ul., AAA Brno a Ostrava, Galerie Vltavín atd.) Postupně se stal členem Unie českých spisovatelů, Unie výtvarných umělců ČR, české sekce Mezinárodní literární organizace AIEP, Sdružení pražských malířů v Mánesu, Sdružení výtvarníků ČR, Ochranné organizace autorské a je uveden v Registru profesionálních umělců ČR.
Vanišova díla byla již prezentována v různých médiích či publikacích (Právo, MF Dnes, Deníky SME, Deníky Bohemia, MY Nitra, Agrobáze, encyklopedie Who is Who, Slovník českých a slovenských výtvarných umělců 1950–2008, Signatury českých a slovenských výtvarných umělců aj.)